# Wina brazylijskie

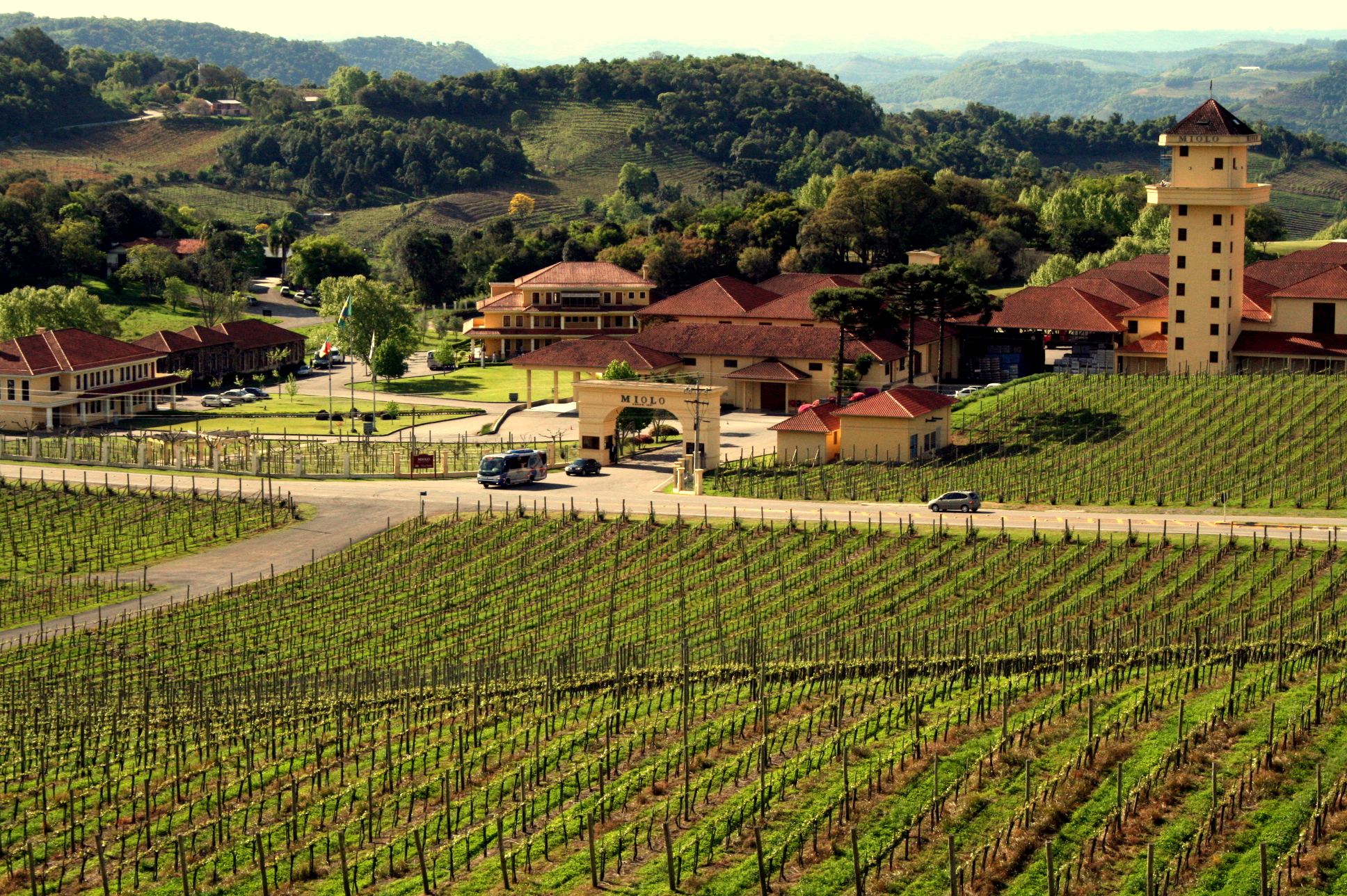
Winnica i wytwórnia w IdP Vale dos Vinhedos

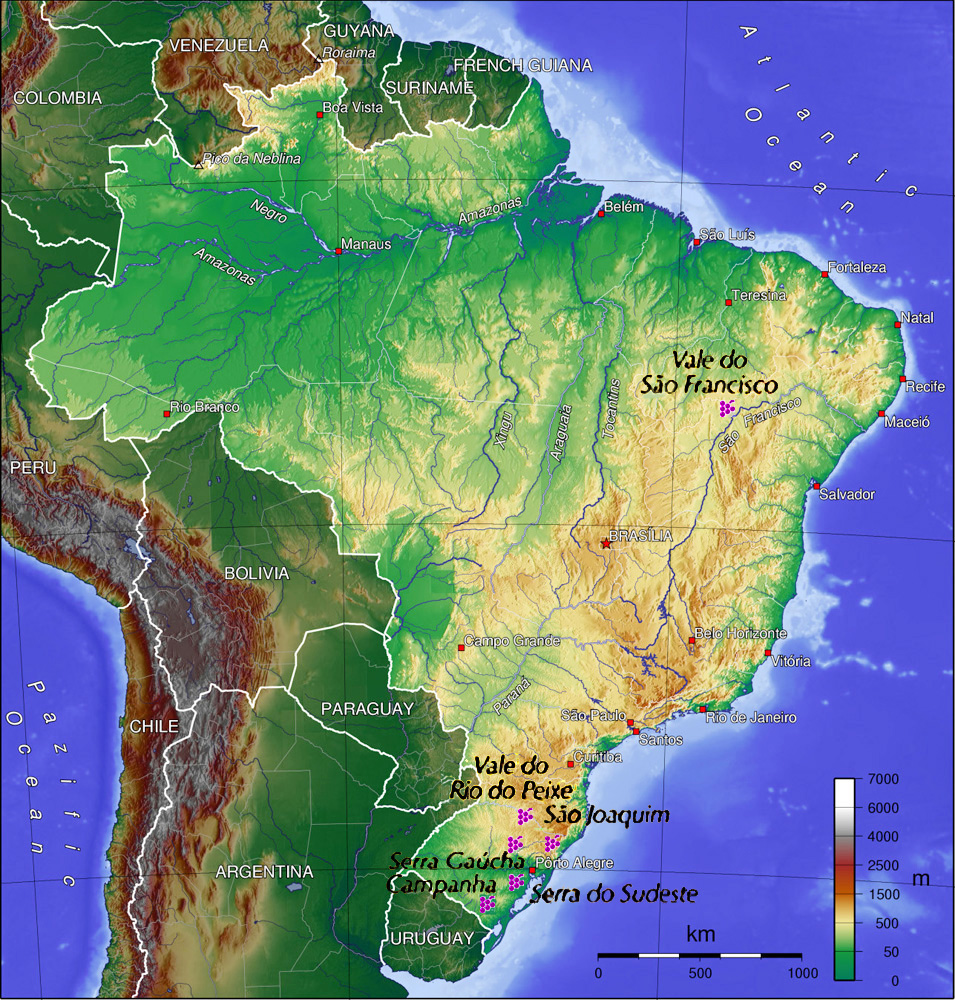
Najważniejsze obszary upraw winorośli w Brazylii

Wina brazylijskie nie odgrywają tak ważnej roli w gospodarce, jak np. wina argentyńskie czy wina urugwajskie, mimo to kraj jest trzecim pod względem powierzchni winnic w Ameryce Południowej. 
W 2012 powierzchnię winnic w Brazylii szacowano na 91 000 ha (16. miejsce na świecie). Wyprodukowano wtedy ok. 2,9 mln hl wina.

## Historia
Do Brazylii przywiózł po raz pierwszy wino portugalski wysłannik, Martim Alfonso de Sousa w 1532 roku. Od XVIII wieku podejmowano próby uprawy winorośli, lecz krzewy nie radziły sobie z miejscowym klimatem. Przełomowe okazały się eksperymenty z hybrydą winorośli lisiej, isabella, która przyjęła się. Pod koniec XIX dzięki osadnikom włoskim okazało się, że w południowej Brazylii, blisko granicy z Urugwajem panują warunki korzystne również dla odmian winorośli właściwej. Niektórzy z ówczesnych producentów działają nadal, a zasadzono wtedy m.in. odmiany typowe dla Włoch: barbera, bonarda, muscat i trebbiano. W XX wieku masowo produkowano wina musujące, lekkie i słodkie. W latach 90. XX wieku zniesiono cła na import napoju. Brazylijczycy odwrócili się wtedy od miejscowych win i producenci zostali zmuszeni do poprawy jakości. Średnie spożycie wina w Brazylii na pocz. XXI wieku wynosiło ledwie 2 litry na osobę rocznie.

## Uprawy
Pod względem powierzchni winnic Brazylia jest trzecim krajem Ameryki Południowej (91 000 ha w 2012, przy średniej wydajności rzędu 50 hl/ha). Winnice są skupione w południowej części kraju, o klimacie lepiej dostosowanym do uprawy winorośli. Ważnymi regionami uprawy są stany: São Paulo, Santa Catarina i najważniejszy z nich, Rio Grande do Sul, sąsiadujący z Urugwajem.
Z Rio Grande do Sul pochodzi aż 90% winogron. Najważniejszym obszarem upraw w stanie jest pagórkowaty region Serra Gaúcha. Duże nadzieje wiąże się z piaszczystym regionem Frontera, u styku granic z Argentyną i Urugwajem.
Sukcesem zakończyły się próby uprawy winorośli w Vale do São Francisco, na granicy stanów Bahia i Pernambuco, gdzie mimo szerokości geograficznej 10° winorośl dobrze się udaje, daje dwa zbiory rocznie i powstają dobrze oceniane wina. Kluczem okazało się dopasowanie technik uprawy do klimatu tropikalnego. Region pretenduje do wyróżnika Indicação de Procedência.
Tradycyjnie uprawiano hybrydową odmianę isabella, która jest dość odporna na choroby grzybowe. Coraz więcej pojawia się nasadzeń szczepów winorośli właściwej (Vitis vinifera), jednak w 2005 aż 80% win powstał z odmian hybrydowych lub należących do innych gatunków winorośli.

## Struktura produkcji
Większość wina jest sprzedawana w kraju. Wśród eksporterów dominuje spółdzielnia Cooperativa Vinicola Aurora (95% udziału!), zrzeszająca w 2005 roku plantatorów 1/3 winnic. 

## Regulacje jakościowe
Brazylia ma swoje oznaczenie kontrolowanego pochodzenia wina: Indicação de Procedência, którym wyróżniono Vale dos Vinhedos.